# Leslie Cole
Leslie Cole (née le 16 février 1987) est une athlète américaine, spécialiste du 400 mètres.

## Biographie
Elle remporte la médaille d'argent du relais 4 × 400 mètres lors des Championnats du monde en salle 2012, à Istanbul, aux côtés de ses compatriotes Natasha Hastings, Jernail Hayes et Sanya Richards-Ross, s'inclinant finalement face à l'équipe du Royaume-Uni.

### Palmarès
| Date | Compétition                    | Lieu     | Résultat | Épreuve   |
| ---- | ------------------------------ | -------- | -------- | --------- |
| 2012 | Championnats du monde en salle | Istanbul | 2e       | 4 × 400 m |

### Records
| Épreuve | Épreuve      | Performance | Lieu         | Date            |
| ------- | ------------ | ----------- | ------------ | --------------- |
| 400 m   | En plein air | 51 s 20     | Fayetteville | 13 juin 2009    |
| 400 m   | En salle     | 52 s 10     | Albuquerque  | 26 février 2012 |